# تغنیف
تغنیف (به عربی: تغنیف) یک شهرداری در الجزایر است که در استان معسکر واقع شده‌است. تغنیف ۵۵٬۸۰۰ نفر جمعیت دارد.